# Changos de Naranjito 2015
Questa voce raccoglie le informazioni riguardanti i Changos de Naranjito nelle competizioni ufficiali della stagione 2015.

## Organigramma societario
Area direttiva
- Presidente: Carlos Morales
- Co-presidente: Alexis Aponte

Area tecnica
- Primo allenatore: José Luis Díaz (fino a settembre), Carlos Rivera (da settembre)

## Rosa
| N° | Nome             | Ruolo | Data di nascita  | Nazionalità sportiva |
| -- | ---------------- | ----- | ---------------- | -------------------- |
| 1  | Pedro Iznaga     | S     | 11 agosto 1986   | Cuba                 |
| 2  | Jonathan Rivera  | P     | 31 maggio 1993   | Porto Rico           |
| 3  | Misael Ortíz     | ?     | -                | Porto Rico           |
| 4  | Víctor Rivera    | S     | 30 agosto 1976   | Porto Rico           |
| 5  | Ulises Maldonado | S/O   | 3 marzo 1989     | Porto Rico           |
| 6  | Jorge López      | S     | 6 febbraio 1992  | Porto Rico           |
| 7  | Sequiel Sánchez  | S     | 24 marzo 1990    | Porto Rico           |
| 8  | Luis Candelario  | C     | 11 novembre 1988 | Porto Rico           |
| 9  | Brook Billings   | S/O   | 30 aprile 1980   | Stati Uniti          |
| 10 | Carlos Morales   | L     | 9 settembre ?    | Porto Rico           |
| 11 | Eric Haddock     | S     | 15 giugno 1983   | Porto Rico           |
| 12 | Arnel Cabrera    | S     | 11 ottobre 1994  | Porto Rico           |
| 13 | Víctor Ruiz      | C     | 6 febbraio 1989  | Porto Rico           |
| 15 | Kevin Rodríguez  | P     | 12 agosto 1994   | Porto Rico           |
| 18 | Omar Rivera      | C     | 13 giugno 1989   | Porto Rico           |

## Mercato
| Acquisti | Acquisti         | Acquisti             | Acquisti      |
| R.       | Nome             | da                   | Modalità      |
| -------- | ---------------- | -------------------- | ------------- |
| S        | Pedro Iznaga     | Inattivo             | definitivo    |
| P        | Jonathan Rivera  | IPFW                 | definitivo    |
| ?        | Misael Ortíz     | ?                    | definitivo    |
| S        | Víctor Rivera    | Cariduros de Fajardo | definitivo    |
| S/O      | Ulises Maldonado | Mets de Guaynabo     | definitivo    |
| S        | Sequiel Sánchez  | Cariduros de Fajardo | fine prestito |
| C        | Luis Candelario  | Indios de Mayagüez   | fine prestito |
| L        | Carlos Morales   | Inattivo             | definitivo    |
| S        | Eric Haddock     | Inattivo             | definitivo    |
| L        | Arnel Cabrera    | Mets de Guaynabo     | fine prestito |
| C        | Víctor Ruiz      | Inattivo             | definitivo    |
| P        | Kevin Rodríguez  | Patriotas de Lares   | definitivo    |
| C        | Omar Rivera      | Inattivo             | definitivo    |
| S        | Jorge López      | Mets de Guaynabo     | definitivo    |
| S/O      | Brook Billings   | Al-Rayyan            | definitivo    |

| Cessioni | Cessioni        | Cessioni           | Cessioni   |
| R.       | Nome            | a                  | Modalità   |
| -------- | --------------- | ------------------ | ---------- |
| S        | Pedro Iznaga    | -                  | definitivo |
| S        | Sequiel Sánchez | Mets de Guaynabo   | definitivo |
| P        | Jonathan Rivera | Patriotas de Lares | definitivo |

## Risultati

### LVSM

#### Regular season
| 1ª giornata - 21 agosto 2015 Coliseo Gelito Ortega, Naranjito               | Changos de Naranjito     | 1 - 3 | Plataneros de Corozal    | 25-27, 25-16, 22-25, 22-25        |
| 2ª giornata - 23 agosto 2015 Coliseo Mario Morales, Guaynabo                | Mets de Guaynabo         | 3 - 0 | Changos de Naranjito     | 25-22, 25-17, 25-20               |
| 3ª giornata - 25 agosto 2015 Coliseo Gelito Ortega, Naranjito               | Changos de Naranjito     | 0 - 3 | Capitanes de Arecibo     | 23-25, 21-25, 24-26               |
| 4ª giornata - 30 agosto 2015 Coliseo Gelito Ortega, Naranjito               | Changos de Naranjito     | 3 - 2 | Indios de Mayagüez       | 25-20, 25-20, 16-25, 21-25, 16-14 |
| 5ª giornata - 4 settembre 2015 Coliseo Félix Méndez Acevedo, Lares          | Patriotas de Lares       | 0 - 3 | Changos de Naranjito     | 24-26, 16-25, 20-25               |
| 6ª giornata - 6 settembre 2015 Coliseo Gelito Ortega, Naranjito             | Changos de Naranjito     | 3 - 2 | Gigantes de Carolina     | 26-28, 18-25, 25-21, 25-19, 16-14 |
| 7ª giornata - 11 settembre 2015 Coliseo Gelito Ortega, Naranjito            | Changos de Naranjito     | 1 - 3 | Caribes de San Sebastián | 26-28, 19-25, 25-21, 23-25        |
| 8ª giornata - 13 settembre 2015 Coliseo Luis Aymat Cardona, San Sebastián   | Caribes de San Sebastián | 3 - 1 | Changos de Naranjito     | 25-20, 21-25, 25-20, 25-18        |
| 9ª giornata - 17 settembre 2015 Coliseo Guillermo Angulo, Carolina          | Gigantes de Carolina     | 3 - 2 | Changos de Naranjito     | 25-21, 23-25, 25-22, 14-25, 15-11 |
| 10ª giornata - 19 settembre 2015 Coliseo Gelito Ortega, Naranjito           | Changos de Naranjito     | 3 - 1 | Patriotas de Lares       | 18-25, 29-27, 25-20, 25-20        |
| 11ª giornata - 23 settembre 2015 Coliseo Rebekah Colberg Cabrera, Cabo Rojo | Indios de Mayagüez       | 3 - 2 | Changos de Naranjito     | 23-25, 23-25, 25-20, 25-13, 15-10 |
| 12ª giornata - 27 settembre 2015 Coliseo Manuel Iguina, Arecibo             | Capitanes de Arecibo     | 3 - 0 | Changos de Naranjito     | 27-25, 25-23, 25-18               |
| 13ª giornata - 30 settembre 2015 Coliseo Carmen Zoraida Figueroa, Corozal   | Plataneros de Corozal    | 3 - 2 | Changos de Naranjito     | 25-22, 26-24, 22-25, 22-25, 15-13 |
| 14ª giornata - 16 ottobre 2015 Coliseo Gelito Ortega, Naranjito             | Changos de Naranjito     | 2 - 3 | Plataneros de Corozal    | 18-25, 28-26, 21-25, 25-23, 11-15 |
| 15ª giornata - 18 ottobre 2015 Coliseo Mario Morales, Guaynabo              | Mets de Guaynabo         | 1 - 3 | Changos de Naranjito     | 23-25, 25-16, 21-25, 21-25        |
| 16ª giornata - 20 ottobre 2015 Coliseo Gelito Ortega, Naranjito             | Changos de Naranjito     | 0 - 3 | Mets de Guaynabo         | 23-25, 23-25, 19-25               |
| 17ª giornata - 22 ottobre 2015 Coliseo Gelito Ortega, Naranjito             | Changos de Naranjito     | 0 - 3 | Capitanes de Arecibo     | 19-25, 19-25, 18-25               |
| 18ª giornata - 24 ottobre 2015 Coliseo Gelito Ortega, Naranjito             | Changos de Naranjito     | 1 - 3 | Indios de Mayagüez       | 16-25, 24-26, 25-23, 29-31        |
| 19ª giornata - 29 ottobre 2015 Coliseo Gelito Ortega, Naranjito             | Changos de Naranjito     | 3 - 0 | Patriotas de Lares       | 25-20, 25-18, 25-23               |
| 20ª giornata - 31 ottobre 2015 Coliseo Gelito Ortega, Naranjito             | Changos de Naranjito     | 0 - 3 | Gigantes de Carolina     | 24-26, 22-25, 22-25               |
| 21ª giornata - 5 novembre 2015 Coliseo Luis Aymat Cardona, San Sebastián    | Caribes de San Sebastián | 3 - 2 | Changos de Naranjito     | 21-25, 25-19, 32-30, 23-25, 15-10 |
| 22ª giornata - 8 novembre 2015 Coliseo Carmen Zoraida Figueroa, Corozal     | Plataneros de Corozal    | 3 - 2 | Changos de Naranjito     | 23-25, 23-25, 25-15, 25-23, 15-9  |
| 23ª giornata - 10 novembre 2015 Coliseo Gelito Ortega, Naranjito            | Changos de Naranjito     | 3 - 2 | Mets de Guaynabo         | 20-25, 19-25, 26-24, 25-22, 15-12 |
| 24ª giornata - 13 novembre 2015 Coliseo Gelito Ortega, Naranjito            | Gigantes de Carolina     | 0 - 3 | Changos de Naranjito     | 23-25, 23-25, 30-32               |

## Statistiche

### Statistiche di squadra
| Competizione | Punti | In casa | In casa | In casa | In trasferta | In trasferta | In trasferta | Totale | Totale | Totale |
| Competizione | Punti | G       | V       | P       | G            | V            | P            | G      | V      | P      |
| ------------ | ----- | ------- | ------- | ------- | ------------ | ------------ | ------------ | ------ | ------ | ------ |
| LVSM         | 24    | 13      | 5       | 8       | 11           | 2            | 9            | 24     | 7      | 17     |
| Totale       | -     | 13      | 5       | 8       | 11           | 2            | 9            | 24     | 7      | 17     |

G = partite giocate; V = partite vinte; P = partite perse